# Powell Manufacturing
Die Powell Manufacturing Company (PMC) war ein US-amerikanischer Motorrad- und Automobilhersteller, der in Compton (Kalifornien) ansässig war. Bekannt wurde das Unternehmen vor allen Dingen Ende der 1940er-Jahre durch die Herstellung von Motorrollern. Von September 1954 bis März 1957 baute Powell den Sport Wagon als Pritschenwagen und Kombi. In den 1960er- und 1970er-Jahren bauten sie das Trial-Motorrad Powell Challenger.

## Beschreibung

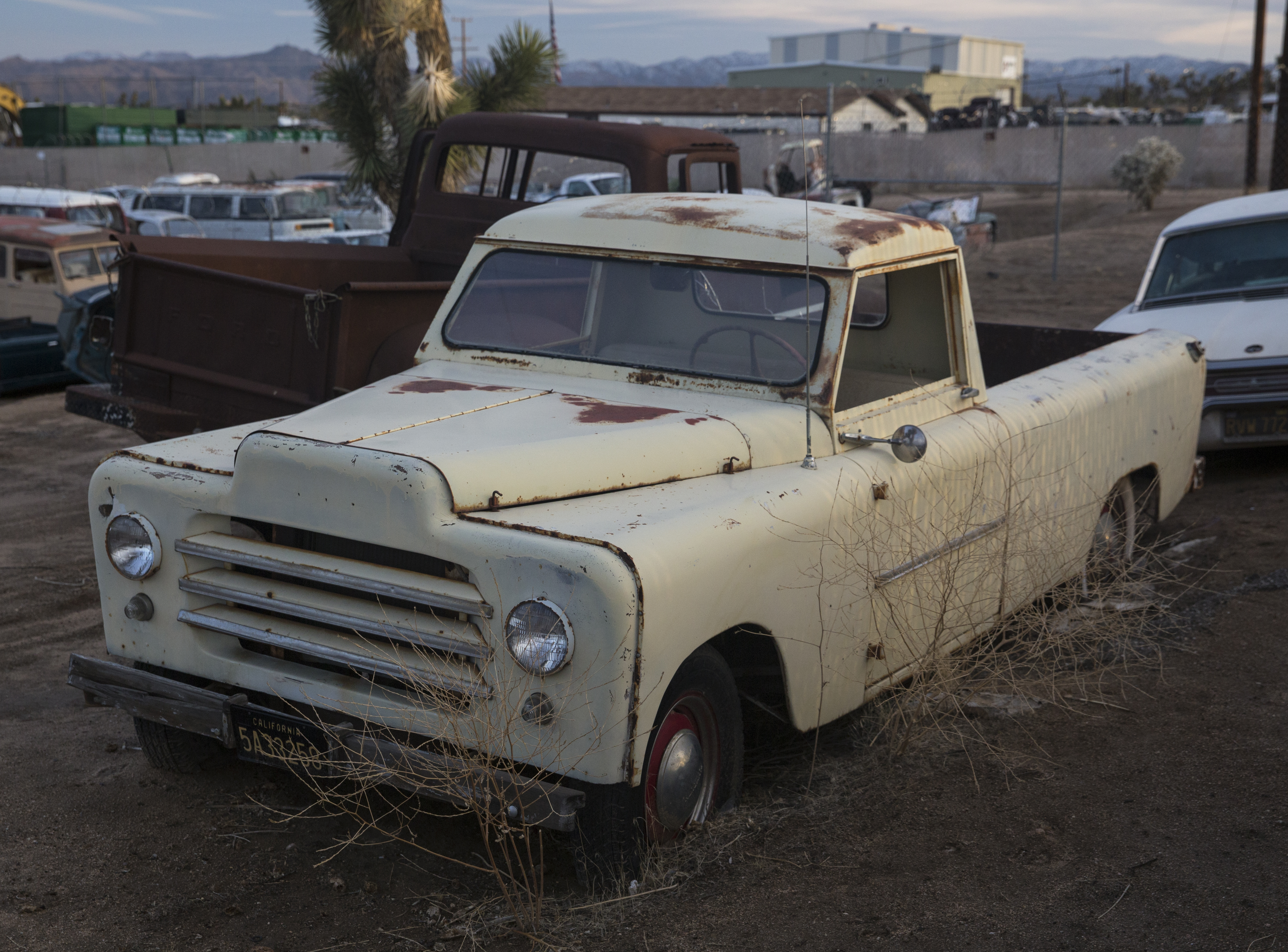
Powell Sport Wagon (Pick-up)

Die Powell-Brüder – Hayward und Channing Powell – begannen Mitte der 1920er-Jahre, sofort nach ihrem Abschluss der Manual Arts High School in Los Angeles mit Herstellung von Radios. Mitte der 1930er-Jahre begannen sie mit dem Bau von Motorrollern. Ab 1942 musste die Fabrik kriegswichtige Güter herstellen. Nach dem Zweiten Weltkrieg kehrte Powell zur Motorrollerfertigung zurück und stellte die Modelle C-47, P-48 und P-49 her. Das Modell Powell Streamliner, das von den US-Luftlandetruppen im Zweiten Weltkrieg eingesetzt wurde, wurde kopiert und diente im Juni 1946 als Basis für den ersten Fuji-Rabbit-Roller, sechs Monate bevor die erste Vespa erschien.
1949 begab sich Powell mit dem Modell P-81 auf den Markt für Kleinmotorräder, wobei Mustang in Glendale ihr direkter Konkurrent war. Alle vier Nachkriegszweiradmodelle von Powell hatten den gleichen Einzylinder-Viertaktmotor mit 393 cm³, den die Firma selbst entwickelt hatte. Anfang der 1950er-Jahre kehrte Powell anlässlich des Koreakrieges erneut zur Kriegsproduktion zurück und baute nie mehr zivile Motorroller.
PMC war auch ein früher Hersteller von Pick-ups und SUVs und stellte in den 1950er-Jahren etliche Modelle auf Fahrgestellen von Plymouth mit 2972 mm Radstand her. Es wurden etwa 300 Kombis und 1000 Pritschenwagen gebaut. Zum Antrieb diente Sechszylinder-Reihenmotoren von Plymouth mit 3294 cm³ – 3569 cm³ Hubraum. Die Motorleistungen lagen bei 87–97 bhp (64–71 kW). Powells Konstruktionen fanden sich etliche Jahre später auch am Ford Ranchero und am Chevrolet El Camino wieder.
In den 1960er-Jahren wurde die Gesellschaft in Powell Brothers, Inc. umbenannt und stellte die Challenger, ein Trial-Motorrad, her. Die Firma zog in dieser Zeit auf ein größeres Gelände in South Gate um. Hayward Powell starb im März 1978 und als Channing Powell sich im April 1979 in den Ruhestand zurückzog, schloss die Firma ihre Tore. Channing Powell starb 1988. In ihrem Leben hatten die beiden Brüder Tausende von Radios, etwa 1.200 Pickups, etwa 300 Kombis, 3 Motorcaravans und Zehntausende von Motorrollern und Trial-Motorrädern hergestellt.